# Nintedanib
Nintedanib (łac. nintedanibum) – wielofunkcyjny organiczny związek chemiczny z grupy indoli podstawionych resztą kwasu karboksylowego mający w swojej strukturze pierścień piperazynowy oraz anilinowy.
Jeden z dwóch leków zarejestrowanych w leczeniu samoistnego włóknienia płuc, stosowany również jako lek w niedrobnokomórkowym raku płuca.
Jest inhibitorem kinazy białkowej z grupy inhibitorów kinazy tyrozynowej o potrójnym mechanizmie działania, blokującym aktywność kinaz receptorów czynnika wzrostu śródbłonka naczyniowego (VEGFR 1-3), receptorów płytkopochodnego czynnika wzrostu (PDGFR α i ß) i receptorów czynnika wzrostu fibroblastów (FGFR 1-3).

## Występowanie
Nintedanib jest syntetycznym związkiem chemicznym i nie występuje naturalnie.

## Historia
Nintedanib został stworzony przez Boehringer Ingelheim w 1998. Został zarejestrowany 15 października 2014 w leczeniu samoistnego zwłóknienia płuc Stanach Zjednoczonych (jednocześnie z pirfenidonem), natomiast w Unii Europejskiej 27 listopada 2014 w leczeniu raka płuc, a 19 stycznia 2015 w leczeniu samoistnego zwłóknienia płuc.

### Kluczowe badania kliniczne
Kluczowe badania kliniczne z zastosowaniem nintedanibu:
| Akronim badania | Nazwa badania | Czas obserwacji | Wskazania                                                                                      | Miejsce publikacji                  | Liczba przebadanych pacjentów | Wyniki badania |
| --------------- | --- | --------------- | ---------------------------------------------------------------------------------------------- | ----------------------------------- | ----------------------------- | --- |
| LUME-Lung 1     | Multicentre, Randomised, Double-blind, Phase III Trial to Investigate the Efficacy and Safety of Oral BIBF 1120 Plus Standard Docetaxel Therapy Compared to Placebo Plus Standard Docetaxel Therapy in Patients With Stage IIIB/IV or Recurrent Non Small Cell Lung Cancer After Failure of First Line Chemotherapy   |                 | - niedrobnokomórkowy rak płuca - stadium IIIB/IV - progresja po chemioterapii pierwszego rzutu | The Lancet Oncology                 | 1314                          | - wyższa liczba obiektywnych odpowiedzi (ORR) - 0,7 miesiąca dłuższe przeżycie wolne od progresji (PFS) - 1 miesiąc dłuższe przeżycie całkowite (OS)                                        |
| LUME-Lung 2     | Multicenter, Randomized, Double-blind, Phase III Trial to Investigate the Efficacy and Safety of Oral BIBF 1120 Plus Standard Pemetrexed Therapy Compared to Placebo Plus Standard Pemetrexed Therapy in Patients With Stage IIIB/IV or Recurrent Non Small Cell Lung Cancer After Failure of First Line Chemotherapy |                 | - gruczolakorak płuca - stadium IIIB/IV - progresja po chemioterapii pierwszego rzutu          | Journal of Clinical Oncology        | 713                           | - porównywalna liczba obiektywnych odpowiedzi (ORR) - 0,8 miesiąca dłuższe przeżycie wolne od progresji (PFS) - porównywalne przeżycie całkowite (OS)                                       |
| INPULSIS-1      | A 52 Weeks, Double Blind, Randomized, Placebo-controlled Trial Evaluating the Effect of Oral BIBF 1120, 150 mg Twice Daily, on Annual Forced Vital Capacity Decline, in Patients With Idiopathic Pulmonary Fibrosis (IPF)                                                                                             | 1 rok           | - samoistne włóknienie płuc - FVC > 50% wartości należnej - DLCO 30–79% wartości należnej      | The New England Journal of Medicine | 515                           | - 125,3 ml mniejszy roczny spadek FVC - brak zmniejszenia czasu do pierwszego zaostrzenia - brak zmniejszenia śmiertelności - brak poprawy w Kwestionariuszu Szpitala św. Jerzego (SGRQ)    |
| INPULSIS-2      | A 52 Weeks, Double Blind, Randomized, Placebo-controlled Trial Evaluating the Effect of Oral BIBF 1120, 150 mg Twice Daily, on Annual Forced Vital Capacity Decline, in Patients With Idiopathic Pulmonary Fibrosis (IPF)                                                                                             | 1 rok           | - samoistne włóknienie płuc - FVC > 50% wartości należnej - DLCO 30–79% wartości należnej      | The New England Journal of Medicine | 552                           | - 93,7 ml mniejszy roczny spadek FVC - brak zmniejszenia czasu do pierwszego zaostrzenia - brak zmniejszenia śmiertelności - 1,43 pkt poprawa w Kwestionariuszu Szpitala św. Jerzego (SGRQ) |

## Mechanizm działania
Nintedanib jest inhibitorem kinazy białkowej z grupy inhibitorów kinazy tyrozynowej o potrójnym mechanizmie działania, blokującym aktywność kinaz receptorów czynnika wzrostu śródbłonka naczyniowego (VEGFR 1-3), receptorów płytkopochodnego czynnika wzrostu (PDGFR α i ß) oraz receptorów czynnika wzrostu fibroblastów (FGFR 1-3).

## Zastosowania

### Wskazania

#### Samoistne włóknienie płuc
- Leczenie samoistnego włóknienia płuc u dorosłych[14].

#### Niedrobnokomórkowy rak płuca
- Leczenie miejscowo zaawansowanego lub przerzutowego niedrobnokomórkowego raka płuca o utkaniu gruczolakoraka, lub jego miejscowej wznowy po chemioterapii pierwszego rzutu, w skojarzeniu z docetakselem[15].

## Interakcje
Nintedanib jest substratem dla glikoproteiny P i jego stosowanie z jej silnymi inhibitorami może zwiększyć ekspozycję na nintedanib, natomiast stosowanie z jej silnymi induktorami mogą zmniejszać ekspozycję na nintedanib. Zahamowanie VEGFR może wiązać się ze zwiększonym ryzykiem krwawień i stosowanie leki przeciwkrzepliwych powinny być starannie monitorowane.
Leki, których stosowanie jednocześnie z nintedanibem, może prowadzić do niekorzystnych interakcji lekowych: abirateron, acenokumarol, amiodaron, apiksaban, ardeparyna, argatroban, biwalirudyna, certoparyna, cyklosporyna, dabigatran, dalteparyna, danaparoid, desirudyna, diltiazem, dronedaron, drotrekogina alfa, dziurawiec zwyczajny, enoksaparyna, erytromycyna, etrawiryna, fenindion, fenprokumon, fenytoina, fondaparynuks, fosfenytoina, heparyna, itrakonazol, iwakaftor, karbamazepina, ketokonazol, klarytromycyna, kobicystat, koniwaptan, lepirudyna, lomitapid, nadroparyna, nilotynib, parnaparyna, primidon, ranolazyna, rewiparyna, rivaroksaban, ryfampicyna, symeprewir, telaprewir, tikagrelor, tinzaparyna, werapamil, warfaryna.

## Przeciwwskazania i środki ostrożności
Istnieją następujące przeciwwskazania stosowania leku oraz sytuacje, gdy zaleca się zachowanie ostrożności:
- znana nadwrażliwość na nintedanib lub którykolwiek ze składników pomocniczych
- znana nadwrażliwość na orzechy ziemne
- znana nadwrażliwość na soję
- ciąża i okres karmienia piersią
- okres 4 tygodni po zabiegu operacyjnym w obrębie jamy brzusznej
- umiarkowane lub ciężkie zaburzenia czynności wątroby

## Działania niepożądane
Działania niepożądane stwierdzone podczas badań klinicznych:
| Definicje częstości występowania zdarzeń niepożądanych | Definicje częstości występowania zdarzeń niepożądanych |
| ------------------------------------------------------ | ------------------------------------------------------ |
| bardzo często                                          | ≤1/10                                                  |
| często                                                 | ≥1/100 – <1/10                                         |
| niezbyt często                                         | ≥1/1000 – <1/100                                       |
| rzadko                                                 | ≥1/10 000 – <1/1000                                    |
| bardzo rzadko                                          | <1/10 000                                              |

| Układ                    | Działanie niepożądane                        | Częstość występowania |
| ------------------------ | -------------------------------------------- | --------------------- |
| Zakażenia i zarażenia    | posocznica                                   | częste                |
| Zakażenia i zarażenia    | ropnie                                       | częste                |
| Zakażenia i zarażenia    | gorączka neutropeniczna                      | częste                |
| Krew i układ limfatyczny | neutropenia                                  | bardzo częste         |
| Metabolizm i odżywianie  | utrata apetytu                               | bardzo częste         |
| Metabolizm i odżywianie  | zaburzenia równowagi wodno-elektrolitowej    | bardzo częste         |
| Metabolizm i odżywianie  | odwodnienie                                  | częste                |
| Układ nerwowy            | neuropatia                                   | bardzo częste         |
| Układ naczyniowy         | krwawienie                                   | bardzo częste         |
| Układ naczyniowy         | żylna choroba zakrzepowo-zatorowa            | częste                |
| Układ naczyniowy         | nadciśnienie tętnicze                        | częste                |
| Układ pokarmowy          | bóle brzucha                                 | bardzo częste         |
| Układ pokarmowy          | nudności                                     | bardzo częste         |
| Układ pokarmowy          | wymioty                                      | bardzo częste         |
| Układ pokarmowy          | biegunka                                     | bardzo częste         |
| Układ pokarmowy          | perforacja przewodu pokarmowego              | niezbyt częste        |
| Wątroba i drogi żółciowe | zwiększenie aktywności AlAT                  | bardzo częste         |
| Wątroba i drogi żółciowe | zwiększenie aktywności AspAT                 | bardzo częste         |
| Wątroba i drogi żółciowe | zwiększenie aktywności fosfatazy alkalicznej | bardzo częste         |
| Wątroba i drogi żółciowe | hiperbilirubinemia                           | częste                |
| Skóra i tkanka podskórna | zapalenie błon śluzowych                     | bardzo częste         |
| Skóra i tkanka podskórna | wysypka                                      | bardzo częste         |

## Dawkowanie
Dawkowanie w różnych sytuacjach klinicznych przedstawia się następująco:

### Osoby dorosłe
| Wskazanie                    | Dawkowanie                                                                                  |
| ---------------------------- | ------------------------------------------------------------------------------------------- |
| samoistne włóknienie płuc    | - 150 mg co 12 godzin - 100 mg co 12 godzin w przypadku nietolerancji wyższej dawki         |
| niedrobnokomórkowy rak płuca | - 200 mg co 12 godzin, w dniach 2–21, standardowego 21-dniowego cyklu leczenia docetakselem |

### Pacjenci w podeszłym wieku
Nie ma konieczności dostosowywania dawki leku.

### Dzieci i młodzież
Nintedanibu nie należy stosować u dzieci w wieku do 18 lat, ponieważ nie określono bezpieczeństwa stosowania ani skuteczności produktu leczniczego.

### Zaburzenia czynności nerek
Nie ma konieczności dostosowywania dawki nintedanibu u pacjentów z niewielką i umiarkowaną niewydolnością nerek:
| Klirens kreatyniny | Dawkowanie      |
| ------------------ | --------------- |
| 30–80 ml/min       | dawka bez zmian |
| <30 ml/min         | nie stosować    |

### Zaburzenia czynności wątroby
| Skala Childa-Pugha | Dawkowanie      |
| ------------------ | --------------- |
| A                  | dawka bez zmian |
| B                  | nie stosować    |
| C                  | nie stosować    |

### Wpływ na prowadzenie pojazdów
Nintedanib wywiera niewielki wpływ na zdolność prowadzenia pojazdów i obsługiwania maszyn.

### Ciąża i okres karmienia piersią

#### Ciąża
Nintedanib jest przeciwwskazany w ciąży ze względu na możliwość uszkodzenia płodu. W przypadku zajścia w ciążę podczas leczenia nintedanibem należy rozważyć przerwanie leczenia.

#### Okres karmienia piersią
Nie ma danych dotyczących przenikania nintedanibu i jego matabolitów do mleka ludzkiego, jednakże wobec wykazania w badaniach przedklinicznych przenikania do mleka zwierząt laboratoryjnych, podczas karmienia piersią należy przerwać leczenie nintedanibem.

### Sposób zażywania
Nintedanib jest podawany dwa razy na dobę, w odstępach około dwunastogodzinnych, doustnie, razem z posiłkiem. Kapsułki należy połykać w całości (nie wolno ich żuć lub kruszyć), popijając wodą.

### Przedawkowanie
Brakuje specyficznych danych dotyczących postępowania w przedawkowaniu nintedanibu. W opisanych dwóch przypadkach przedawkowania nintedanibu maksymalna przyjęta dawka wynosiła 600 mg dwa razy na dobę przez maksymalnie 8 dni i żaden z pacjentów nie doznał trwałego uszczerbku na zdrowiu.